# Gil Shaham
Gil Shaham (Urbana, 19 de fevereiro de 1971) é um renomado violinista estadunidense. 
Filho de cientistas israelitas, seus pais retornaram para Israel quando ele tinha apenas dois anos de idade. Aos sete anos de idade, Shaham começou a receber lições de violino de Samuel Bernstein na Academia Rubin de Música em Jerusalém. Em 1980, quando Shaham tinha nove anos de idade ele tocou para Issac Stern, Nathan Milstein e Henryk Szeryng e foi estudar no Colorado com Dorothy DeLay e Jens Ellerman.
Aos dez anos de idade ele fez sua estréia como solista, juntamente com a Orquestra Sinfônica de Jerusalém, sob a regência de Alexander Schneider. Pouco tempo depois ele apresentou-se com a mais famosa orquestra de Israel, a Orquestra Filarmônica de Israel, conduzido por Zubin Mehta. Aos onze anos, em 1982, Shaham venceu o primeiro prêmio na Competição Claremont e foi admitido na Escola Juilliard em Nova Iorque, onde estudou com Dorothy DeLay e Hyo Kang.
A carreira de Shaham deu um salto em 1989 quando ele foi chamado para substituir o doente Itzhak Perlman em uma série de concertos com Michael Tilson Thomas com a Orquestra Sinfônica de Londres. Shaham, após isso, apresentou-se com as maiores orquestras do mundo, como a Filarmônica de Nova Iorque, a Filarmônica de Berlim, a Filarmônica de Viena, aOrquestra Sinfônica de Boston, a Orquestra Nacional Russa, entre tantas outras.
Saham é casado com a notável violinista Adele Anthony, e tem duas crianças com ela: Elijah (2002) e Ella Mei (2005).